# کاسکو جنوبی (مین)
کاسکو جنوبی (به انگلیسی: South Casco) یک منطقهٔ مسکونی در ایالات متحده آمریکا است که در مین واقع شده‌است. کاسکو جنوبی ۹۶٫۰۱ متر بالاتر از سطح دریا واقع شده‌است.